# Държавно устройство на Грузия
Грузия е полупрезидентска република. Държавата се характеризира с централизирано управление и многопартийна система. Държавен глава е Президентът, а правителството се оглавява от Министър-председател. Именно в ръцете на правителството е изпълнителната власт. Законодателната е поделена между правителството и парламента. Първите демокрартични избори в страната са проведени на 28 октомври 1990.

## Конституция
Основния закон в Република Грузия е Констутуцията. Тя е одобрена от грузинския парламент на 24 август 1995 и влиза в сила на 17 октомври същата година, около 4 години след обявяването на независимостта от разпадащия се тогава СССР.
След Революцията на розите и избирането на Михаил Саакашвили за президент през 2004 се налагат някои поправки в основния закон. Улеснява се правото на президента да разпуска парламента, също така се създава постът Министър-председател. Първият на този пост е Зураб Жвания.
През 2010 следват нови поправки и изменения в грузинската конституция. Значително се намалят правомощията на президента, за сметка на тези на министър-председателя и парламента. Тези промени влизат в сила с избирането на следващото президентство през 2013.

## Изпълнителна власт
Изпълнителната власт в Република Грузия е в ръцете на Президент. Той е държавен глава, върховен главнокомандващ на въоръжените сили и гарант за единството и целокупността на държавата. Президентът на Грузия се избира директно от народа, а мандатът му е за пет години. Конституцията позволява един президент да осъществява само два поредни мандата. Неговата роля също така е да определя вътрешната и външната политика на страната. Той трябва да осигурява благоденствието на нацията и правилното функциониране на държавните органи. Негово задължение е да следи за спазването на правата и свободите на грузинския народ, описани в конституцията. Бидейки също така главнокомандващ, президентът е този, който раздава ордени и медали, както и разполага с правото да помилва осъдени.
Първият демократично избран президент на Грузия е Звиад Гамсахурдия.
В периода между 1995 и 2003 при управлението на Едуард Шеварднадзе президентът е също и глава на правителството, тъй като премиерският пост е забранен.
Настоящият президент на Грузия е Михаил Кавелашвили.

## Законодателна власт
Парламентът на Грузия е висшият законодателен орган в страната. Той е еднокамарен и разполага със 150 места. Системата на избиране на депутати е смесена: 75 от тях се избират пропорционално, а другите 75 – мажоритарно по избирателни области. Всички те се избират за четиригодишен мандат.
Сегашният парламент е силно доминиран от представители на Единното национално движение (или Национално движение – Демократи) – цели 119 депутатски места след последните избори от май 2008. Другите групи, намерили място в парламента, са Грузинската републиканска партия с 2 места, Християн-демократическото движение с 6 места, Грузинската работническа партия също с 6 и Обединената опозиция със 17 места.

## Съдебна власт
Върховният съд е най-важния съд в Грузия, съдиите му се избират от парламента, по препоръка от президента и Конституционния съд.
Върховният съд на Грузия е най-високата и последна инстанция в сферата на правораздаването в страната. Създаден е през 2005 година като чисто касационна инстанция и се намира в столицата Тбилиси. Дейността му трябва да се ръководи от принципите на законност, публичност, равнопоставеност на страните, както и безпристрастност на самите съдии.
Върховният съд представлява един своеобразен касационен съд, който разглежда обжалването на съдебни решения, постановени от Апелативния съд. В това отношение ролята на Върховния съд по отношение на раздаването на правосъдие и установяване на принципите на законност в страната е изключително важно. Той подкрепя въвеждането на единна интерпретация на закона и утвърждаването на обща съдебна практика. От изясняването и сравняването на правните норми, до въвеждането и установяването на цялата съдебна практика, Върховния съд трябва да осигури гъвкаво и резултатно функциониране на съдебната система, бързо правораздаване и сведени до минимимум протакания в рамките на съдебната система.

## Административно деление
Република Грузия е разделена на две автономни републики – Абхазия и Аджария, девет области (мкхаре) – Мегрелия-Горна Сванетия, Гурия, Долна Картли, Имеретия, Долна Сванетия (Рача-Лечхуми), Вътрешна Картли, Джавахетия, Мцхети-Мтианети, Кахетия и самостоятелен столичен район – столицата Тбилиси. От своя страна, всяка област се разделя административно на райони (72 на брой).
Двете автономни републики Абхазия и Аджария са създадени още от съветско време, но са признати от съвременната грузинска конституция. Абхазия е сепаратистка република, чиято независимост не е призната от международната общественост. Де юре, тази територия се управлява от председателя на Висшия съвет (в изгнание), но всъщност, де факто, тя се управлява от президента си. Колкото до Аджария, страната се управлява от председателя на кабинета на министрите. Макар и автономна, тя остава изцяло вярна на централните власти в Грузия след свалянето на проруския ѝ авторитарен президент Аслан Абашидзе през 2004 (след Революцията на розите).
| N  | Област                  | Адм. център |  | Карта на Република Грузия |
| 1  | Абхазия                 | Сухуми      |  |                           |
| 2  | Тбилиси                 | Тбилиси     |  |                           |
| 3  | Мегрелия-Горна Сванетия | Зугдиди     |  |                           |
| 4  | Гурия                   | Озургети    |  |                           |
| 5  | Аджария                 | Батуми      |  |                           |
| 6  | Долна Картли            | Рустави     |  |                           |
| 7  | Имеретия                | Кутаиси     |  |                           |
| 8  | Долна Сванетия          | Амбролаури  |  |                           |
| 9  | Вътрешна Картли         | Гори        |  |                           |
| 10 | Самцхе-Джавахети        | Ахалцихе    |  |                           |
| 11 | Мцхети-Мтианети         | Мцхета      |  |                           |
| 12 | Кахетия                 | Телави      |  |                           |

Областите се създават с президентски укази в периода 1994 – 1996, на базата на временна основа, докато сепаратистките конфликти в Абхазия и Южна Осетия се уталожат и бъдат разрешени. Областната администрация се ръководи от Държавен комисар, неформално наричан Управител – длъжностно лице, назначавано от президента.
Статутът на бившата Автономна област Южна Осетия, също така известна като Самачабло (по фамилията на княз Мачабели, управлявал тези земи в периода 1785 – 1801 г.), въведено в употреба от Звиад Гамсахурдия или Област Цхинвали (по името на столицата Цхинвали), е предмет на преговори със самопровъзгласилото се сепаратистко правителство. Сепаратистката република поддържа тезата, че северната част на областта Вътрешна Картили е част от нейната територия, както и малки части от други съседни райони.

## Международни отношения
Географското местоположение на Грузия, сгушена между Черно море, Русия и Турция, ѝ придава стратегическо значение, далеч надхвърлящо собствената ѝ големина. Страната се разглежда като „врата“ на Черно море към Кавказ и широкия Каспийски регион, тя е и също така страната, която разделя Русия и Турция. В исторически план Грузия винаги е имала трайни и тесни взаимоотношения с Русия, но в наши дни се обръща към другите си съседи и гледа към Запада в търсене на алтернативи и възможности. Тя подписва споразумение за партньорство и сътрудничество с Европейския съюз, участва в „Партньорство за мир“ и също така насърчава чуждестранните инвестиции. Франция, Германия, Обединеното краслтво и Съединените щати имат посолства в Тбилиси.
Грузия е член на ООН, Съвета на Европа и ОССЕ. Заради стратегическото си местоположение страната е в сферата на интересите както на Русия, така и на Съединените щати.
Колкото до международните спорове, отношенията на Грузия с Русия са достигнали най-ниската си точка в съвременната история поради взаимните шпионски скандали и най-вече заради руско-грузинската война за Южна Осетия от 2008. След нея Грузия къса всякакви дипломатически отношения с Руската федерация и напуска от ОНД.